# Beowulf & Grendel
Beowulf & Grendel es una adaptación cinematográfica canadiense del poema épico anglosajón Beowulf, que data del siglo IX. La película fue dirigida por Sturla Gunnarsson y protagonizada por Gerard Butler como Beowulf, Stellan Skarsgård como Hrothgar, Ingvar Eggert Sigurðsson como Grendel y Sarah Polley como la bruja Selma. Fue un esfuerzo cooperativo entre Eurasia Motion Pictures (Canadá), Spice Factory (Reino Unido) y Bjolfskvida (Islandia). El guion fue escrito por Andrew Rai Berzins y la banda sonora fue compuesta por Hilmar Örn Hilmarsson. La historia tiene lugar en la primera mitad del siglo VI de nuestra era, en lo que hoy es Dinamarca, pero el rodaje de la película se llevó a cabo en Islandia, por lo que ofrece vistas panorámicas del paisaje de ese país. Se estrenó en el 2005.

## Sinopsis
Hrothgar, rey de Dinamarca, y un grupo de guerreros persiguen a un hombre corpulento, al cual consideran un troll, y a su hijo pequeño hasta un gran acantilado. El padre es atacado hasta la muerte, y su hijo puede ocultarse. 
Años más tarde, Grendel ya no es un niño y decide vengar la muerte de su padre, por ello ataca un gran salón lleno de guerreros. Cuando a la mañana siguiente Horthgar lo descubre decide pedir ayuda al guerrero Beowulf, el cual navega a Dinamarca con trece gautas en una misión para matar a Grendel de Hrothgar.

## Reparto
- Gerard Butler – Beowulf
- Stellan Skarsgård – King Hrothgar
- Sarah Polley – Selma
- Ingvar Eggert Sigurðsson – Grendel
- Tony Curran – Hondscioh
- Steinunn Ólína Þorsteinsdóttir – Queen Wealhtheow
- Martin Delaney – Thorfinn
- Jon Gustafsson – Warrior